# Princeton
|  | Per a altres significats, vegeu «Princeton (desambiguació)». |

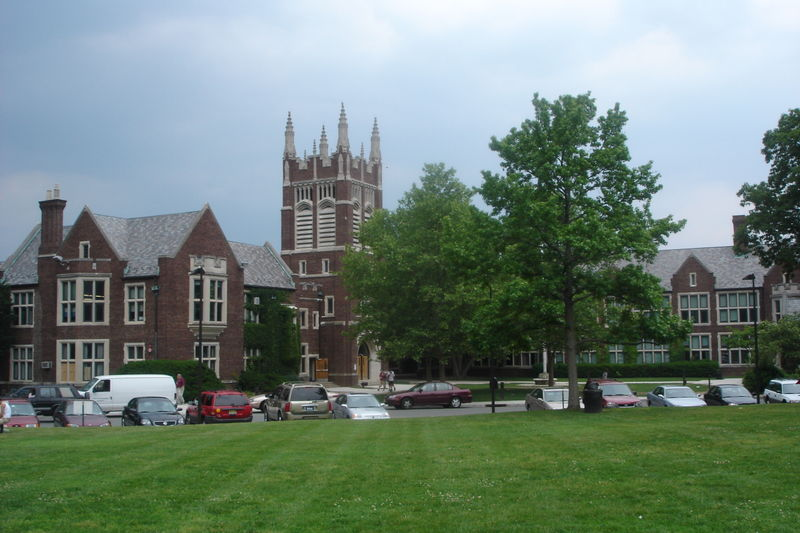
Campus de Princeton.

La ciutat estatunidenca de Princeton es troba al comtat de Mercer, a Nova Jersey. És part de l'àrea metropolitana de Nova York i és internacionalment coneguda per la prestigiosa Universitat de Princeton. Aquesta va ser fundada el 1746, sent una de les més antigues del país.

## Persones notables
- Paul Robeson, actor, cantant, atleta, advocat i activista.